# Copenhagen (New York)
Pour les articles homonymes, voir Copenhagen.
Copenhagen est un village situé dans le comté de Lewis, dans l'État de New York, aux États-Unis,. Le village est situé entre Watertown (New York) et Lowville (New York). Le nom du village vient de Copenhague, la capitale du Danemark. En 2020, il comptait une population de 631 habitants.

## Histoire
Copenhagen était autrefois connue sous le nom de « Mungers Mills ». En 1807 les habitants ont choisi de changer son nom par sympathie pour la capitale danoise qui faisait face aux bombardements à l'époque de la Royal Navy britannique. Copenhagen a été incorporé le 22 février 1896 et a célébré son 150e anniversaire en août 2019 avec 3 jours de festivités,.

## Démographie
Lors du recensement de 2010, le village comptait une population de 801 habitants. Elle est estimée, en 2016, à 772 habitants.